# Plattform Lernende Systeme
Die Plattform Lernende Systeme ist ein deutschlandweites Netzwerk von Experten aus dem Bereich der Künstlichen Intelligenz (KI). Sie bündelt vorhandenes Fachwissen, fördert als Multi-Stakeholder-Plattform den interdisziplinären Austausch und gesellschaftlichen Dialog und betreibt wissenschaftsbasierte Politik- und Gesellschaftsberatung zum Thema Künstlicher Intelligenz, dafür wird sie vom Bund finanziell gefördert.
Die knapp 200 Mitglieder der Plattform Lernende Systeme aus Wissenschaft, Wirtschaft und Gesellschaft werden vom Bundesministerium für Forschung, Technologie und Raumfahrt (BMFTR) berufen. In Arbeitsgruppen entwickeln sie Positionen zu den Chancen und Herausforderungen von Künstlicher Intelligenz und benennen Handlungsoptionen für eine verantwortliche Gestaltung der Technologie. Sie empfiehlt zum Beispiel der Bundesregierung bestimmte Handlungen im Umgang mit neuen Technologien. Die Plattform Lernende Systeme zählt damit zu den relevanten Akteuren im öffentlichen Meinungsbildungsprozess zu Künstlicher Intelligenz im digitalen Raum.

## Struktur und Arbeitsweise
Die Plattform Lernende Systeme wurde 2017 vom Bundesministerium für Bildung und Forschung (BMBF) und acatech – Deutsche Akademie der Technikwissenschaften e.V. gegründet.
Zentrales Steuerungsorgan ist ein Lenkungskreis, der die inhaltliche und strategische Ausrichtung der Plattform Lernende Systeme lenkt und Impulse für ihre Arbeit setzt. Den Vorsitz haben aktuell Bundesministerin Dorothee Bär und Johann-Dietrich Wörner (acatech) inne. Die operative Arbeit der Plattform Lernende Systeme erfolgt in sieben Arbeitsgruppen. Diese sind thematisch wie folgt gegliedert: Technologische Wegbereiter und Data Science; Arbeit/Qualifikation, Mensch-Maschine-Interaktion; IT-Sicherheit, Privacy, Recht und Ethik; Innovation, Geschäftsmodelle und -prozesse; Mobilität und intelligente Verkehrssysteme; Gesundheit, Medizin, Pflege; Lernfähige Robotiksysteme.
In regelmäßigen Treffen werden hier interdisziplinär Fragestellungen behandelt, die mit der Entwicklung, Anwendung und den politischen/regulatorischen Rahmenbedingungen von Künstlicher Intelligenz verbunden sind. Koordiniert wird die Arbeit der Plattform Lernende Systeme durch eine bei acatech angesiedelte Geschäftsstelle mit Sitz in München und Berlin.

## Ergebnisse
Ihre Analysen und Empfehlungen veröffentlicht die Plattform Lernende Systeme in Form von öffentlich zugänglichen Publikationen – wie beispielsweise das Whitepaper „Kompetenzentwicklung für KI – Veränderungen, Bedarfe und Handlungsoptionen“.
Wie der Einsatz von Künstlicher Intelligenz aussehen könnte, zeigt die Plattform Lernende Systeme anhand von Anwendungsszenarien.
Durch regelmäßige Konferenzen mit Vertretern aus Forschung, Wirtschaft und Gesellschaft lädt sie zum öffentlichen Dialog ein.
Neben der Expertise ihrer Mitglieder bietet die Plattform Lernende Systeme Überblickinformationen zu Künstlicher Intelligenz. Auf ihrer KI-Landkarte werden deutschlandweit KI-Anwendungen, KI-Forschungsinstitutionen, KI-Studiengänge und politische KI-Strategien sichtbar gemacht.